# Dendrocitta
Dendrocitta – rodzaj ptaków z rodziny krukowatych (Corvidae).

## Występowanie
Rodzaj obejmuje gatunki występujące w Azji.

## Morfologia
Długość ciała 32–50 cm; masa ciała 88–130 g.

## Systematyka

### Etymologia
- Dendrocitta: gr. δενδρον dendron „drzewo”; κιττα kitta „sroka”[6].
- Vagabunda: epitet gatunkowy Coracias vagabunda Latham, 1790; łac. vagabundus „wędrowny”, od vagare „wędrować”[7]. Gatunek typowy: Corvus rufus Latham, 1790 (= Coracias vagabunda Latham, 1790).

### Podział systematyczny
Do rodzaju należą następujące gatunki:
- Dendrocitta vagabunda (Latham, 1790) – srokówka jasnoskrzydła
- Dendrocitta formosae Swinhoe, 1863 – srokówka maskowa
- Dendrocitta occipitalis (S. Müller, 1836) – srokówka brązowa
- Dendrocitta cinerascens Sharpe, 1879 – srokówka szara
- Dendrocitta leucogastra Gould, 1833 – srokówka białobrzucha
- Dendrocitta frontalis horsfield, 1840 – srokówka czarnolica
- Dendrocitta bayleii Tytler, 1863 – srokówka czarnoczelna